# Vera Palmer
Vera Maud Palmer (gift Searle), född 25 augusti 1901 i Leytonstone i nordöstra London, Storbritannien, död 12 september 1998 i Tunbridge Wells, Kent, var en brittisk friidrottare med löpgrenar som huvudgren. Palmer var världsrekordhållare, blev guldmedaljör vid damolympiaden 1924 och flerfaldig brittisk mästare. och var en pionjär inom damidrott.

## Biografi
Vera Palmer föddes 1901 i stadsdelen Leytonstone i London Borough of Waltham Forest i nordöstra Storlondon i England. Fadern Albert var vice chef för fotbollsklubben Chelsea FC i sydvästra London och i ungdomstiden blev hon intresserad av idrott och började träna kortdistanslöpning, hon tävlade i löpning 100 meter och 200 meter. 
Vid den tiden tillät engelska friidrottsförbundet "Amateur Athletic Association of England" (AAA) inte damidrottare som medlemmar i förbundet, i maj 1922 var Vera en av grundarna till damidrottsförbundet "Women’s Amateur Athletics Association" (WAAA).
1923 var Vera även en av grundarna till damidrottsföreningen "Middlesex Ladies Athletics Association" (namnbyte 1994 till "Ealing Southall & Middlesex Athletics Club), hon tävlade för klubben under hela sin aktiva tid. Palmer var också intresserad av cricket, rugby och fotboll.
1923 satte Palmer sitt första världsrekord i löpning 250 meter den 23 september under en landskamp mellan England och Frankrike i Paris. Under samma tävling satte hon även världsrekord med stafettlaget (Palmer som förste löpare, Rose Thompson, Eileen Edwards och Gladys Elliott) på både 4 x 200 meter och 4 x 220 yards. Samma år deltog hon vid de första officiella engelska nationella mästerskapen WAAA Championships i friidrott för damer på Oxo Sport Grounds i London 18 augusti, under tävlingarna tog hon bronsmedalj i löpning 220 yards.
1924 deltog Palmer vid Damolympiaden 1924 den 4 augusti på Stamford Bridge i London. Under tävlingarna tog hon silvermedalj i löpning 250 meter och guldmedalj i stafettlöpning 4 x 220 yards (med Palmer, Lesley Gamble, Eileen Edwards och Rose Thompson). Samma år blev hon brittisk mästare i löpning 440 yards vid de andra brittiska mästerskapen den 28 juni på RMA Garrison Ground på Woolwich Common i Woolwich i sydöstra London.
1925 förbättrade Palmer sitt världsrekord på löpning 250 meter den 1 augusti under en landskamp i London. Samma år försvarade hon sin mästartitel i löpning 440 yards och blev även mästare i löpning 220 yards vid mästerskapen den 11 juli på Stamford Bridge.
1926 deltog Palmer vid II. damolympiaden  i Göteborg, under idrottsspelen vann hon silvermedalj i löpning 250 meter. Vid mästerskapen den 19 juni på Stamford Bridge försvarade hon sina mästartitlar på både löpning 220 yards och 440 yards.
Kort därefter gifte hon sig med Wilfred Searle och drog sig tillbaka från tävlingslivet, paret fick senare 2 barn. Palmer-Searle fortsatte att arbeta med damidrottsfrågor i över 60 år, bl.a. bidrog hon till grundandet av engelska damterränglöpningsförbundet "National Women's Cross Country Association". Hon var viceordförande för "Women’s Amateur Athletics Association" åren 1959-1973 och dess ordförande åren 1973-1981. Från 1981 var hon förbundets direktör till 1991 när WAAA och AAA gick ihop till "AAA of England". 1979 tilldelades hon Brittiska imperieorden (OBE) för sina insatser.
2012 upptogs Green i Oxford Dictionary of National Biography.